# 勒默贝格
勒默贝格是德国莱茵兰-普法尔茨州的一个市镇。总面积27.86平方公里，总人口9359人，其中男性4588人，女性4771人（2011年12月31日），人口密度336人/平方公里。